# Orchis à long éperon
Anacamptis longicornu
Espèce
Classification phylogénétique
L'orchis à long éperon, (Anacamptis longicornu), anciennement Orchis longicornu Poiret, est une plante herbacée terrestre européenne de la famille des Orchidées.
Synonyme
- Anacamptis morio subsp. longicornu (Poir.) H. Kretzschmar, Eccarius & H. Dietr. (2007)

## Description

### Caractéristiques

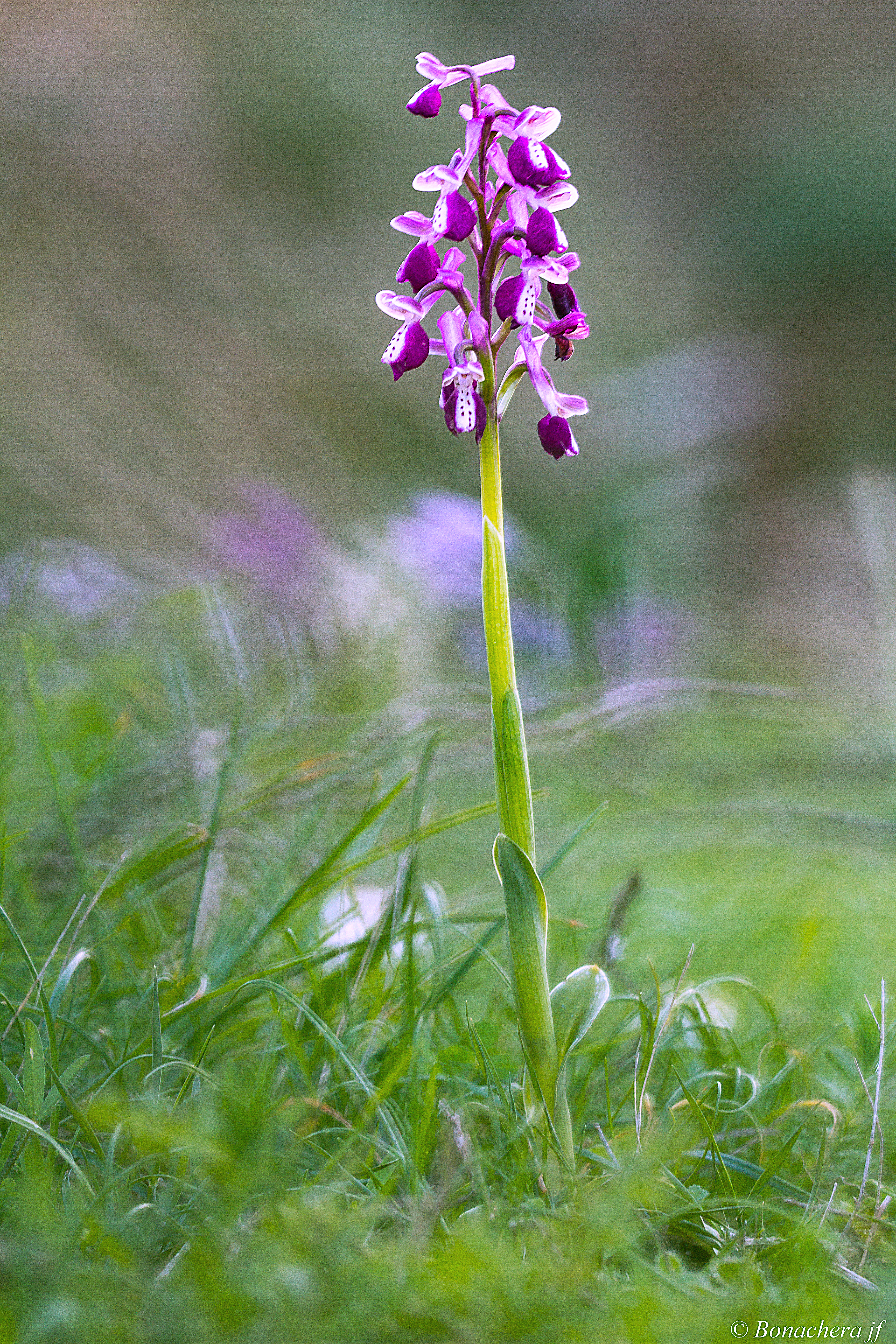
Anacamptis longicornu, variété classique rose

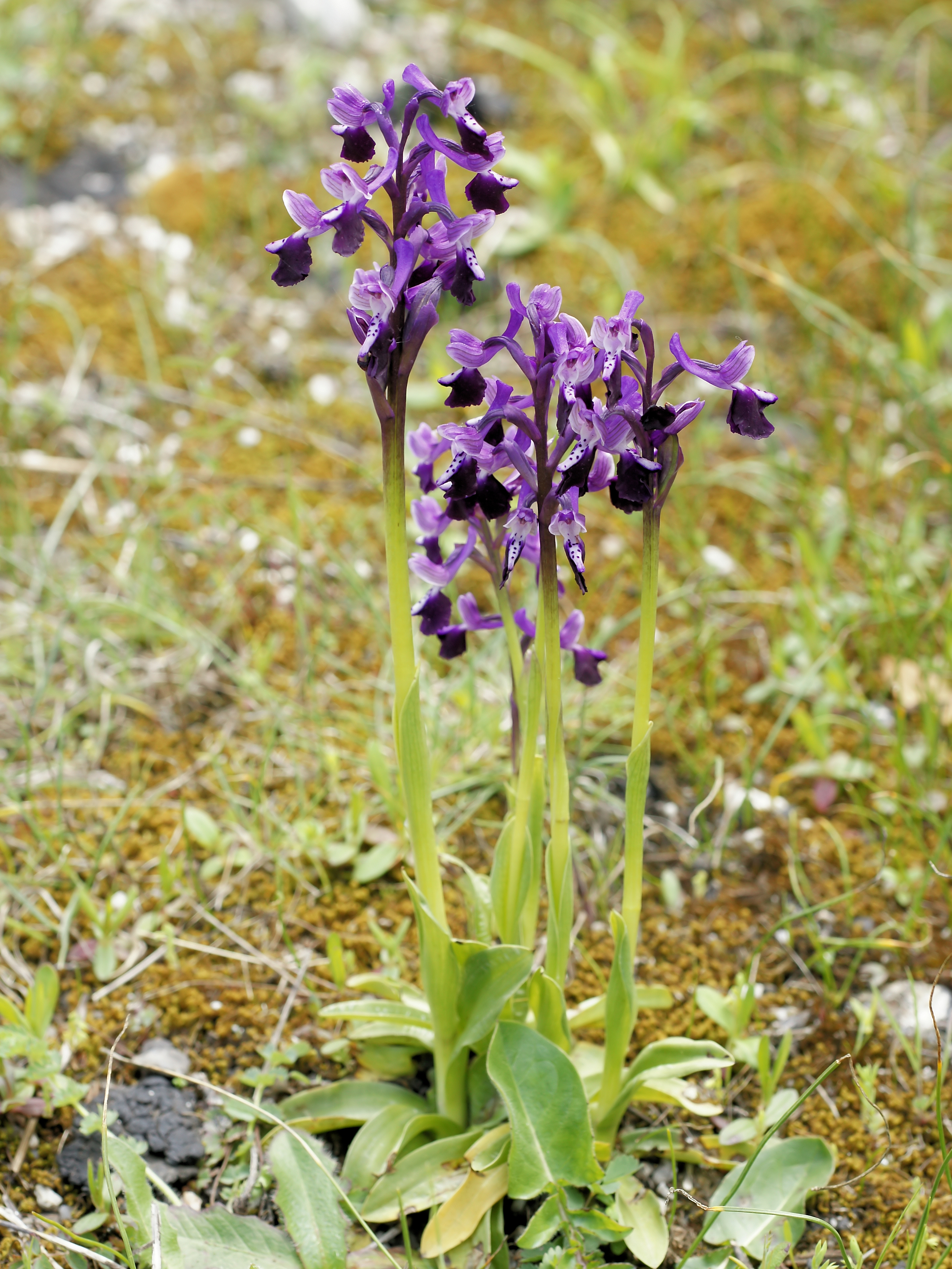
Vue sur site

Organes reproducteurs
- Couleur dominante des fleurs : rose avec les lobes du labelle foncés
- Période de floraison : février - avril
- Inflorescence : épi simple
- Sexualité : hermaphrodite
- Pollinisation : entomogame

Graine
- Fruit : capsule
- Dissémination : anémochore

Habitat et répartition
- Habitat type : pelouses acidophiles méditerranéennes
- Aire de répartition : méditerranéen occidental

Données d'après : Julve, Ph., 1998 ff. - Baseflor. Index botanique, écologique et chorologique de la flore de France. Version: 23 avril 2004.